# Arichanna furcifera
Arichanna furcifera är en fjärilsart som beskrevs av Moore 1888. Arichanna furcifera ingår i släktet Arichanna och familjen mätare. Inga underarter finns listade i Catalogue of Life.